# Гиват-ха-Матос
Гиват-ха-Матос (ивр. גבעת המטוס‎ «Самолетный холм») — холм в южном Иерусалиме, к югу от Зелёной линии, недалеко от Бейт-Цафафы и к северо-западу от монастыря Мар Элиас.
Холм назван в честь самолёта, который разбился на этом месте на второй день Шестидневной войны, его пилот, лейтенант Дан Гивон, погиб.

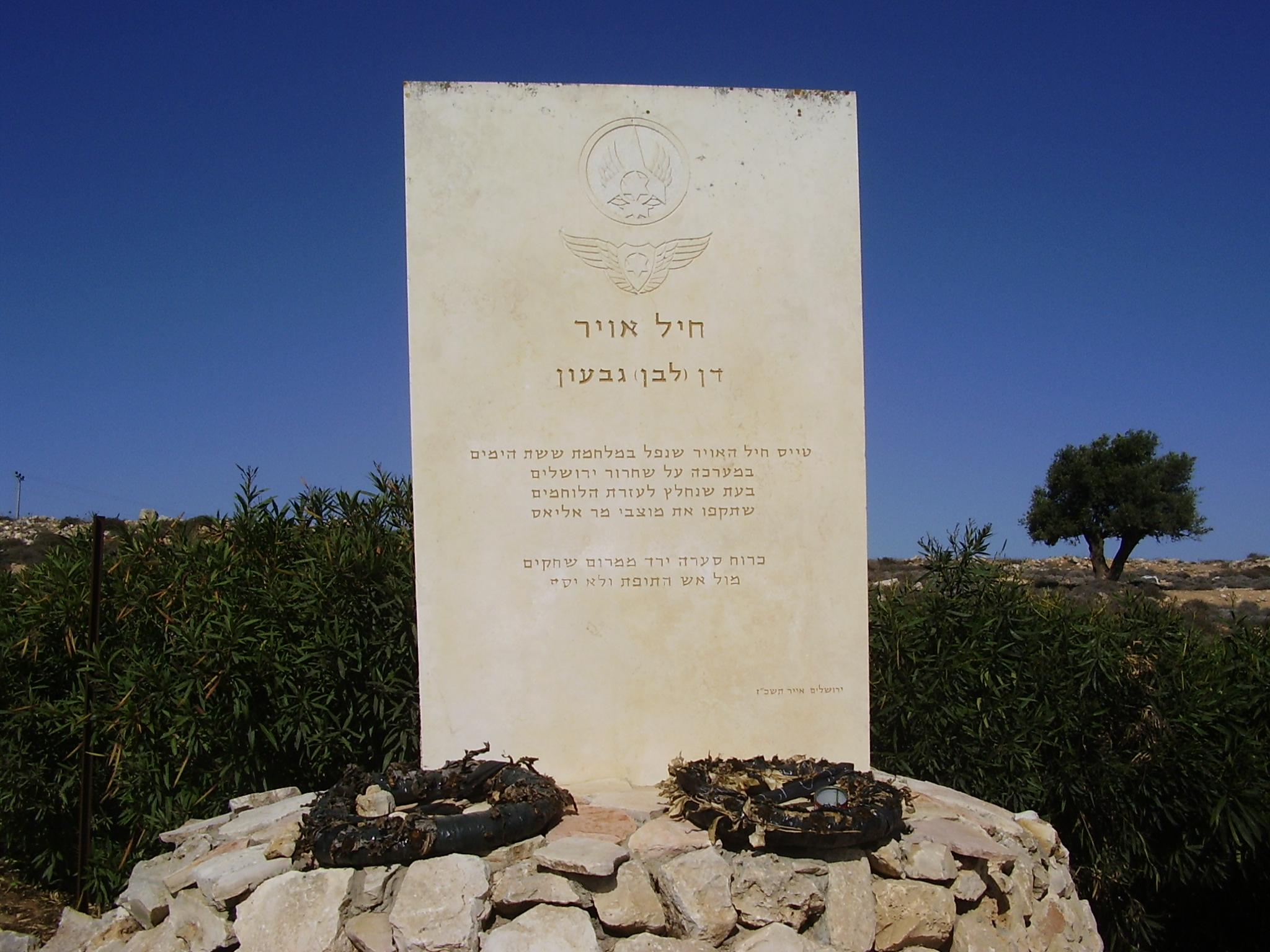
Мемориал разбившемуся пилоту.

## История
«Гиват-ха-Матос» — это также название района временных домов («караванов») репатриантов из Эфиопии. Площадь караванного комплекса составляет около 170 дунамов, от Тальпиот на севере, трасса Хеврон на востоке, Гило на юге и Бейт-Цафафа на западе. Основан в 1991 году с целью обеспечить жильём репатриантов, приехавших в результате операций «Соломон» и «Моисей». Здесь находились 400 трейлеров, большинство из которых были убраны.
До Шестидневной войной на этом месте находились иорданские заставы.
На этом месте находятся реликвии периода Второго Храма.

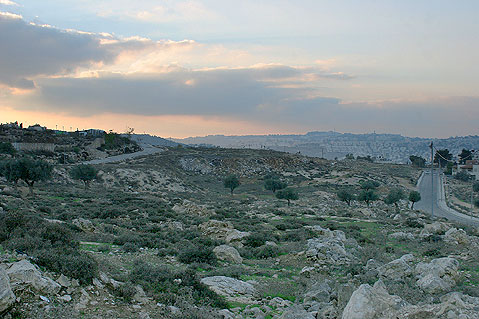
Гиват-ха-Матос.

## Планы строительства
В рамках планов строительства в Иерусалиме после отмены плана Сафдия муниципалитет, начиная с 2007 года, продвигал план по ликвидации оставшихся караванов на этом месте и созданию нового района.
В декабре 2012 года местный комитет по планированию и строительству в Иерусалиме утвердил план «Гиват-ха-Матос А» по строительству 2610 единиц жилья в этом районе, из которых около 600 единиц жилья для арабского населения Бейт-Сафафа.
Другой план, «Гиват-ха-Матос Д», говорит о строительстве гостиничного комплекса вдоль дороги Хеврон и зоны занятости и муниципальных услуг вдоль железной дороги. План был одобрен в 2013 году, но был приостановлен.

Карта Восточного Иерусалима, 2007 г. Арабские территории отмечены зелены, еврейские — синим.

Администрация США неоднократно выражала свое несогласие с созданием квартала на Гиват-ха-Матос, утверждая, что создание непрерывного израильского коридора от Хар-Хома до Гило отрезало бы Восточный Иерусалим от Вифлеема и южной части Западного берега и заблокировало бы возможность будущей территориальной целостности для палестинского государства.
20 февраля 2020 года премьер-министр Израиля Биньямин Нетаньяху одобрил новый план создания квартала Гиват-ха-Матос. На объявлении о создании квартала присутствовали премьер-министр Биньямин Нетаньяху, мэр Иерусалима Моше Леон, министр туризма Ярив Левин и исполняющий обязанности генерального директора канцелярии премьер-министра Ронен Перец.
15 ноября 2020 года Земельное управление Израиля объявило тендер на строительство 1257 единиц жилья в этом районе.

## Критика
Планы строительстна квартала вызывали резкую критику.
В частности, расширение Гиват-ха-Матос осудил ЕС, постпред РФ при ООН Василий Небензя, США, помощник генерального секретаря Лиги арабских государств по Палестине и оккупированным арабским территориям Саид Абу Али.
Критика вызвана тем, по мнению противников, строительство нового блока поселений в районе Гиват-ха-Матос приведет к отделению Восточного Иерусалима от Вифлеема, и нарушит территориальную непрерывность предполагаемого резолюциями ООН Палестинского государства в рамках планов «два государства для двух народов».